# Sicherheitshafen (Köln)
Der Sicherheitshafen in Köln (auch Thürmchenshafen, Franzosenhafen, Napoleonhafen oder Port de l’Empereur) war ein im frühen 19. Jahrhundert neu angelegter Hafen nördlich der Kölner Altstadt bei Rheinkilometer 689,4. Er wurde unter dem Eindruck des verheerenden Eishochwassers von 1784 ab 1786 geplant, ab Mai 1811 erbaut und 1813 eröffnet. Der 1840 fertig ausgebaute Hafen bestand aufgrund geringer Nutzung nur etwa 80 Jahre lang und wurde 1895/96 wieder zugeschüttet. Das Gelände wurde seinerzeit im Rahmen der Bebauung der Neustadt Nord in eine Parkanlage mit dem Namen „Deutscher Platz“ (heute Ebertplatz) und „Deutscher Ring“ (heute Theodor-Heuss-Ring) umgewandelt. Die Hafeneinfahrt wurde durch eine Kaponniere geschützt, die später Bastei genannt wurde.

## Lage und Infrastruktur
Der Sicherheitshafen erstreckte sich auf einer Fläche von etwa 500 m Länge und durchschnittlich 50 m Breite über den Park des heutigen Theodor-Heuss-Rings bis an die östliche Seite des heutigen Ebertplatzes. Zwischen Hafen und der Stadt verlief seinerzeit noch die Stadtmauer, die im Bereich der Nordstadt um 1882 abgerissen wurde. Der Name Thürmchenshafen leitet sich vom nahe dem Hafen am Rheinufer gelegenen Kunibertstürmchen (auch Weckschnapp genannt) ab.
Im Hafenbecken des Sicherheitshafens sollten 50 größere und 140 kleinere Schiffe Platz finden. Die Hafeneinfahrt war 8,50 m breit und konnte durch ein Sperrwerk geschlossen werden. Hafengebäude oder Krananlagen sind nicht überliefert, entsprächen aber auch nicht der Funktion als Schutzhafen. Das tief gelegene Hafenbecken war von steil abfallenden Hängen umgeben und wurde von einem Leinpfad und Promenadenwegen umrundet. Über der Hafeneinfahrt wurde in den 1830er Jahren eine Klappbrücke gebaut, über die seit 1839 die Eisenbahnstrecke von Müngersdorf bis in die Stadtmitte führte. Sie wurde bis 1869 durch eine Drehbrücke ersetzt. Vom Bereich der Hafeneinfahrt ist keine Fotografie überliefert, allerdings ein Foto eines Modells dieses Hafenbereichs.

## Geschichte

### Planungen und Baubeginn
Beim extremen Eishochwasser, das Ende Februar 1784 in ganz Mitteleuropa verheerende Zerstörungen zur Folge hatte, wurde am 28. Februar in Köln der höchste jemals verzeichnete Pegelstand des Rheins von „13,84 Meter nach heutigem Pegel“ gemessen. Zahlreiche Gebäude, Hafenanlagen und die gesamte Kölner Schiffsflotte wurden zerstört. 65 Menschen kamen in den Fluten ums Leben. Die damals eigenständige Stadt Mülheim am rechten Rheinufer wurde völlig überflutet und verwüstet.
Erste Pläne für einen von Kölner Händlern und Schiffern geforderten Schutzhafen gegen Hochwasser und zur Überwinterung der Rheinschiffe gehen auf das Jahr 1786 zurück. Die weiteren Planungen kamen aber zunächst nur schleppend voran. Erst unter französischer Besatzung (in Köln von 1794 bis 1814) wurden die Pläne umgesetzt. Der durch das Versprechen Napoleons von 1804 angestoßene Bau des Sicherheitshafens wurde zum größten städtebaulichen Projekt der Franzosenzeit in Köln. Auch in anderen Städten wurden unter französischer Herrschaft solche Winter- oder Sicherheitshäfen erbaut, so etwa in Düsseldorf oder Mainz.
Aufgrund von Finanzierungsproblemen und langer Verhandlungen zwischen Stadt, der Handelskammer und den französischen Behörden erfolgte der Baubeginn erst im Mai 1811, nachdem Napoleon am 6. Januar 1811 den Bau des Hafens genehmigt hatte. Die Stadt Köln solle die Baukosten von 750.000 Franc selbst tragen, dürfe dafür aber die Hafenabgabe der Schiffer einbehalten. 1811 wurde zunächst mit dem Aushub des Hafenbeckens begonnen, wofür der bestehende Wallgraben vor der Stadtmauer lediglich vertieft werden musste. Ab April 1812 wurden dann Stützmauerwerk, Hafenmauern und die Hafeneinfahrtsschleuse errichtet und am 10. November 1812 die Grundsteinlegung mit einem großen Bankett, Volksfest und Feuerwerk gefeiert. In seiner Rede erklärte der Präfekt des Département de la Roer Jean Charles François de Ladoucette: „Am 10. November 1812, im achten Jahr der Regierung Napoleons des Großen, Kaiser der Franzosen […] wurde der erste Stein gelegt für dieses Bauwerk, errichtet für die Sicherheit und die Wohlfahrt des Handels auf dem Rhein, mit Unterstützung der kaiserlichen Freigebigkeit, der Gelder der Stadt und der des Kölner Handels.“ Zu dieser Zeit stand der französische Russlandfeldzug kurz vor dem Scheitern. Zwar konnte der Hafen im Winter 1813/14 erstmals genutzt werden, jedoch kam der weitere Ausbau durch die Befreiungskriege und den Abzug der Franzosen aus Köln im Januar 1814 zunächst zum Stillstand.

### Betrieb und Ausbau des Hafens

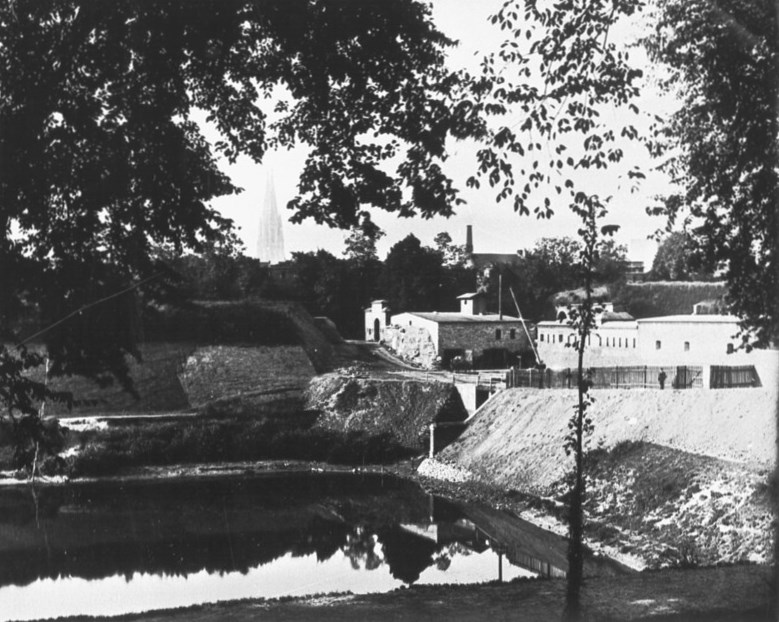
Westseite des Hafens bis zur Ostseite des heutigen Ebertplatzes, Juli 1885

Der Hafen war nach seiner Eröffnung 1813 nur in Teilen fertig gestellt. Er bot bisher nur etwa 70 (statt wie geplant 190) Schiffen Platz, außerdem fehlte noch die geplante Brücke über die Hafeneinfahrt. Es sollten noch zahlreiche weitere Kais und Hafenmauern errichtet werden. Außerdem erwies sich das Hafenbecken als nicht tief genug und versandete rasch. Der Sicherheitshafen blieb auch aufgrund teils schlecht ausgeführter Baumaßnahmen und baulicher Mängel der ersten Bauphase in den folgenden Jahren der preußischen Herrschaft „ein ärgerliches Flickwerk, aus Geldmangel nur notdürftig instand gehalten.“ In den 1820er Jahren wurde der Ausbau wieder aufgenommen und unter Stadtbaumeister Johann Peter Weyer 1829 zu einem provisorischen Abschluss gebracht. Der erste Kölner Stadtführer aus dem Jahr 1828 berichtet detailliert über die Hafenanlage, die laufenden Betriebskosten unter anderem für „vier Nachtwächter mit einem Hafenmeister in fortwährender Thätigkeit“ und die Nutzungsgebühren. Zugleich werden einige Schwierigkeiten erwähnt, da „in der Anlage und Erbauung dieses Hafens sachverständige Männer mit Recht einzelne Versehen rügen“, insbesondere, da er für Dampfschiffe beim damaligen Zustand der Hafeneinfahrt nicht geeignet sei.
Endgültig fertiggestellt wurde der Hafen erst 1840, als das Hafenbecken noch einmal vertieft wurde. Bis dahin erwies sich die Anlage aufgrund der Entwicklung hin zu größeren Schiffstypen allerdings immer mehr als Fehlplanung. Aufgrund seiner fast senkrecht zum Strom stehenden und schmalen Einfahrt war der Hafen bei starker Strömung nur unter Gefahr anzusteuern. Für Dampfschiffe erwies er sich als gänzlich ungeeignet. Seit den 1840er Jahren wurde der Hafen immer weniger genutzt. „Der napoleonische Sicherheitshafen versandete allmählich. Er wurde zu einem – wenn auch gigantischen und langgestreckten – Tümpel.“

### Aufgabe des Hafens und Verfüllung

Neu angelegte Parkanlage „Deutscher Ring“ (heutiger Ebertplatz und Theodor-Heuss-Ring), 1899

Der Sicherheitshafen wurde endgültig aufgegeben, seitdem seit den 1850er Jahren der Ausbau des Rheinauhafens vorangetrieben wurde, der 1898 abgeschlossen wurde. Während der Stadterweiterung in den 1890er Jahren wurde das Hafenbecken 1895 und 1896 verfüllt und in eine Parkanlage umgewandelt, die zunächst den Namen „Deutscher Ring“ trug. Es ist die größte Parkfläche entlang der Kölner Ringe. Im Zuge der Verfüllung wurde im alten Hafenbecken außerdem ein Abwassersystem für die Alt- und Neustadt gebaut. Der sogenannte Kronleuchtersaal Ecke Theodor-Heuss-Ring und Clever Straße, ein Teil dieses Abwassersystems, steht seit 2004 unter Denkmalschutz. Weiterhin wurde um 1900 in der jetzt nutzlosen Hafeneinfahrt eine 7,50 m hohe Kaponniere errichtet, deren Kellergeschosse bis 11 m in die Tiefe reichten. Nach einem Namenswettbewerb wurde diese Kaponniere als Bastei bezeichnet. In den 1920er Jahren wurde nach einem Entwurf von Wilhelm Riphahn auf dem Fundament der Kaponniere ein Aussichtsrestaurant im expressionistischen Stil errichtet.

## Spätere Einordnung
Der Historiker Mario Kramp, der die einzige einschlägige Darstellung der Geschichte des Hafens veröffentlichte, urteilt, dass „ewiges Gerangel um Finanzen, geschönte Kostenschätzungen, mangelnde Entschlusskraft, Unübersichtlichkeit der Verantwortlichkeiten, Dauer von Ausschreibungen und Fehlentscheidungen bei der Vergabe, Planungsfehler, Bau- und Materialmängel, unseriöse Firmen, gegenseitige Schuldzuweisungen, Wechsel in der Bauleitung, Lobhudelei bei der Grundsteinlegung, langwieriges Herumdoktern an einer eigentlich missglückten Konstruktion“ keine Erfahrungen beim Bau von Großprojekten nur in der Gegenwart sind, sondern eine solche Fehlplanung – wie am Sicherheitshafen Köln zu sehen – bereits im frühen 19. Jahrhundert geschehen konnte.
Ansonsten fand der Hafen bisher nur wenig Niederschlag in der Stadtgeschichtsschreibung zu Köln.